# Bilaspur (Chhattisgarh)
Bilaspur è una suddivisione dell'India, classificata come municipal corporation, di 265.178 abitanti, capoluogo del distretto di Bilaspur e della divisione di Bilaspur, nello stato federato del Chhattisgarh. In base al numero di abitanti la città rientra nella classe I (da 100.000 persone in su).

## Geografia fisica
La città è situata a 22° 4' 60 N e 82° 9' 0 E e ha un'altitudine di 263 m s.l.m..

## Società

### Evoluzione demografica
Al censimento del 2001 la popolazione di Bilaspur assommava a 265.178 persone, delle quali 137.273 maschi e 127.905 femmine. I bambini di età inferiore o uguale ai sei anni assommavano a 32.793, dei quali 17.059 maschi e 15.734 femmine. Infine, coloro che erano in grado di saper almeno leggere e scrivere erano 202.043, dei quali 113.769 maschi e 88.274 femmine.